# 589841 Strobl
589841 Strobl è un asteroide della fascia principale. Scoperto nel 2010, presenta un'orbita caratterizzata da un semiasse maggiore pari a 3,1588856 au e da un'eccentricità di 0,0829857, inclinata di 8,26562° rispetto all'eclittica.